# AIR BAND
エアバンド（AIR BAND）は、フジテレビ系列で放送されていたクイズ番組『クイズ!ヘキサゴンII』から生まれたエアバンドグループ。

## エアバンド
「音楽史上最凶最悪のバンド」というコンセプトに結成。イメージは暴走族風で、衣装は白い特攻服を着用している。グループ名の通り楽器を用いずに演奏するのが特徴で、実際の演奏は『クイズ!ヘキサゴンII』のメインテーマを演奏しているバンド「nil」が行っている。また、紹介VTRには6人全員の少年時代の写真が朧げながらに写る。
ヘキサゴンユニットの中で、『クイズ!ヘキサゴンII』内で初披露されずCSフジの「ヘキサゴンファミリーライブ お台場冒険王 〜羞恥心とPaboとゆかいな仲間たち〜」で岡田と庄司の2人だけでテレビ初披露された。
なお、アルバムWE LOVE ヘキサゴンでは、「AIR BAND エアバンド」のロゴが描かれたシャツを着ているキャラクターが登場する。
2009年3月25日に矢口真里の曲と共に両A面シングルとして「青春 僕/青春 俺」を発売。『WE LOVE ヘキサゴン』の内で結成されたユニットの中で2曲目があるのはエアバンドだけである。
2009年12月31日を以って、紳助によりヘキサゴンユニット初の「解散」を宣告され、31日に行われた「ヘキサゴンファミリーカウントダウンコンサート」を最後に解散した（通知されたのは翌年1月の放送）。

### メンバー
圭（けい） - 岡田圭右（ますだおかだ）
ボーカル担当、リーダー。
ヘキサゴンユニットとして他に、「スベラーズ」、「矢口真里とストローハット」に参加。その歌唱力の低さは他のファミリーからも指摘されており、紳助からは「（歌い方が）千の風になってみたい」「オペラが延々続くだけ」等と扱き下ろされている。
8歳で給食のパンを拒絶し、9歳の夏、おばあちゃんの冷えたスイカを盗み食いしていたという設定。
智（とも） - 庄司智春（品川庄司）
ボーカル担当。
ヘキサゴンユニットとして他に、「トモとスザンヌ」に参加。
7歳にしてカラスに石を投げ、お隣さんのガラスを割ったという設定。
陽（よう） - 波田陽区
ドラム担当。「エアバンド feat.雄&直」にも参加。
ヘキサゴンユニットとして他に、「一発屋2008」、「南明奈のスーパーマイルドセブン」、「スベラーズ」に参加。
11歳で借りた消しゴムを角で消したという設定。
武（たけし） - 金剛地武志
ギター担当。「エアバンド feat.雄&直」にも参加。
金剛地本人は芸人だらけのメンバーの中で唯一のミュージシャンである。そのため、自ら率いるバンドでギターを務めており、エアギターだけでなくリアルギタリストでもある。
ヘキサゴンユニットして他に、「一発屋2008」に参加。
12歳で掃除当番をさぼり、学校を脱走したという設定。
良（よし） - 山根良顕（アンガールズ）
ベース担当。「エアバンド feat.雄&直」にも参加。
ヘキサゴンユニットとして他に、「ラクダとカッパ」、「矢口真里とストローハット」に参加。
10歳で貯金箱をたたき割ったという設定。
江頭3時10分前（えがしら3じ10ぷんまえ） - 田中卓志（アンガールズ）
キーボード担当。「エアバンド feat.雄&直」にも参加。
はねるのトびら公認のユニット「悲愴感」の「愴」で、リーダーでもあった（悲愴感は2008年9月に解散）。ヘキサゴン公認では唯一、他のユニットには参加していないため、エアバンド解散後はエアヴィジュアルバンドが結成するまでユニット未所属であった。
9歳で、おばちゃんの山で松茸を踏んだという設定。
「江頭3時10分前」のネームは、田中本人が紳助に「お前は前髪を上げたら江頭2:50に似ている」と言われていることから。衣装の胸にあるロゴは「時計の2時50分」(但し,文字盤は十二支の子・卯・午・酉が書かれており,それぞれ12・3・6・9を表している。)。

### 経歴
2008年
- 6月4日 - ユニット結成を仮に告知。
- 7月2日 - ユニット結成を正式告知。当初のメンバーは庄司と岡田の2人。
- 7月16日 - 金剛地・波田・田中がメンバーに加わる。
- 7月23日 - 山根の参加もテロップ表示で発表される。
- 8月23日 - 「ヘキサゴンファミリーライブ お台場冒険王 〜羞恥心とPaboとゆかいな仲間たち〜」で岡田と庄司で初披露。この時のユニット名は「エアバンド（仮）」であった。その後、9月6日にCSフジテレビ721chでテレビ初披露。
- 9月10日 - 一般応募の結果「エアバンド」に決まり、デビュー曲「アブラゼミ♂ 東京バージョン」を番組上で初披露。
- 9月29日 -　『HEY!HEY!HEY! MUSIC CHAMP』に出演（田中は『はねるのトびら』のユニット悲愴感と掛け持ち出演）。
- 10月4日 - 国立代々木第一体育館で行われた「ヘキサゴンファミリーコンサート」に出演。
- 10月22日 - 『クイズヘキサゴンII』で岡田の活躍により「アブラゼミ♂ 東京バージョン」の放送権を獲得したが、カシアスによると最悪の出来だった為（智は声がガラガラ、圭は音程をほとんど外す）、コンサート限定メンバーのつるのが選択し、一定ポイントである1ポイントに達した「エアバンド feat.雄&直」の「アブラゼミ♂ 東京バージョン」よりももっと短い時間（59秒）で公開した（智と圭が歌った冒頭部分だけ）という悲惨な結果となった。
- 11月12日 - 番組内で紳助が「もうすぐクリスマス」に課せられた条件に触れた際に庄司が「エアバンド」としてのリベンジの意思があることを話す。その後ライブでの状況をつるのにマネされる。

2009年
- 1月14日 - この日、配信された番組メールマガジンにて、次の曲への活動が始まったことが報告される。
- 1月21日 - この日の放送終了間際に「矢口真里 vs エアバンド」と称し、3月に青春ソングでの発売が予告される。余談だが、本編終了間際には庄司がエアバンドの髪型になっていたが、番組は触れられなかった。
- 2月11日 - 1stシングル「青春 俺」を初披露。
- 2月25日 - 矢口真里が「青春 僕」を初披露。
- 3月5日 - 矢口と共に希望する各地で卒業ライブの開催を発表。
- 3月25日 - 「青春 僕/青春 俺」が発売。
- 4月8日[2] - 「矢口真里×エアバンド」名義で『青春 僕×俺 スペシャルエディション』を番組内にて初披露。
- 10月31日 - 代々木泰一体育館で行われた「ヘキサゴンファミリーコンサート2009」に出演。なお、演奏はメンバーが本物の楽器を使って演奏した。
- 11月18日 - 庄司・山根の空気読めない選択に呆れた紳助が特別に放送する権利を得たが、昨年同様に最も短い時間で公開してしまった。尚、冒頭から紳助が解散を仄めかすような発言を繰り返していた。
- 12月31日 - 本ユニットが解散。

2010年
- 1月6日 - 番組内でエアバンドの解散が発表された。（番組収録が12月であるため、メンバーは収録中に解散したことを発表された。）
- 12月11日 - ヘキサゴンファミリーコンサート2010で雄＆紳＆剛withエアバンドとして久々の『アブラゼミ♂』を披露（この日は金剛地は欠席のため庄司がエアギターを行う）[3]

2011年
- 11月26日 - ヘキサゴンファミリーコンサート2011で昨年不参加だった岡田も含めたメンバーで、矢口真里×エアバンド、羞恥心feat.エアバンドとしてそれぞれ、『青春Special Edition』『アブラゼミ♂』を歌う。

### ディスコグラフィー

#### シングル収録曲
『青春 俺』
2009年3月25日発売の両A面シングル『青春 僕/青春 俺』（矢口真里 VS エアバンド名義）に収録。エアバンドにとっては唯一のシングルとなる。
歌詞は、入っている一人称が違う以外は全く一緒である。

#### アルバム収録曲
1. 『アブラゼミ♂ 東京バージョン』
作詞： カシアス島田、作曲：ユウキ
アルバム『WE LOVE ヘキサゴン』に収録。元々はmisonoのソロ曲として作ったが、ユニット結成を機に、歌詞をエアバンド仕様に変更した。
2. 『青春 Special Edition』
アルバム『WE LOVE ヘキサゴン2009』に収録。矢口真里×エアバンド名義で、矢口の『青春 僕』とエアバンドの『青春 俺』のメドレーバージョン。

## エアバンド feat.雄&直
エアバンドの派生ユニット。イメージは義賊風の暴走族で、衣装はエアバンドのものとほぼ同一。2008年10月4日に行われた「ヘキサゴンファミリーコンサート」への出演と最初のヘキサゴンアルバム「WE LOVE ヘキサゴン」に参加して以降は活動なし。エアバンドの際は「音楽史上最凶最悪」と表示されたが、「音楽史上最強最高」になっていた。また、コンサートでは「雄&直 feat.エアバンド」と紹介されている。

### メンバー
エアバンドとほぼ同じだが、下記のメンバーが加入した関係で、エアバンドのリーダーである岡田とメンバーの一人である庄司がコーラスに回っている。
雄（ゆう） - 上地雄輔
ボーカル担当、リーダー。
ヘキサゴンユニットとして他に、「羞恥心」・「アラジン」に参加。
15の春、横浜高校に入学。翌年からあの松坂大輔とバッテリーを組むという設定。
直（なお） - 野久保直樹
ボーカル担当。
ヘキサゴンユニットとして他に、「羞恥心」・「アラジン」に参加。
14歳。中2の全国大会で明治神宮野球場でホームランを打つという設定。
剛（たけし） - つるの剛士
ギター担当。コンサート限定メンバー。
ヘキサゴンユニットとして他に、「羞恥心」・「アラジン」・「mai&タケシ」・「フレンズ」・「ツバサ」に参加。
22歳の時、ウルトラマンダイナのアスカ役を演じ、ウルトラマンに変身するという設定。

### ディスコグラフィー
『アブラゼミ♂ 東京バージョン』
作詞： カシアス島田、作曲：ユウキ
アルバム『WE LOVE ヘキサゴン』に収録。エアバンドの楽曲と同一だが、エアバンドバージョンには冒頭しかソロパートがないのに対し、エアバンド feat.雄&直バージョンはAメロ部分にもソロパートがあるのが特徴。

## エアヴィジュアルバンド
2010年に結成された、エアバンドの後継ユニット。同年6月に品川庄司のトリプルA面シングルに参加する事が決定。エアバンドとは別ユニットになっている為、メンバーチェンジを実行し岡田・金剛地の2名は不参加。RYOEIが新メンバーとなった。衣装も解散前の白い特攻服から黒いゴシック（リーダーである庄司の場合は女装している為ゴスロリ）系の衣装になった。

### メンバー
クイーン - 庄司智春（品川庄司）
ボーカル担当。リーダー。
ジョーカー - 波田陽区
ドラム担当。
エース - 山根良顕（アンガールズ）
ベース担当。
ジャック - 田中卓志（アンガールズ）
キーボード担当。
キング⇔KB - RYOEI
ギター担当。マスクをはずすと猛毒が出るらしくそのためマスクを着用している。マスクを着けている時は「キング」だが、マスクを外すとカバに似てることから「KB」（「KABA」の略称）に名前が代わる。また、芸人だらけのメンバーの中で唯一のミュージシャンである。そのためボーカルの庄司を除くと1番歌唱パートが多い（後述のエアメタルバンドも同様）。
ヘキサゴンユニットとしては他に「ツバサ」にも参加。

### 経歴
2010年
- 3月17日 - 庄司が品川庄司及びトモとスザンヌのトリプルA面シングル（発表当時は品川庄司の両A面シングル）に参加する事が決定する。
- 5月26日 - エアヴィジュアルバンドの結成を告知。
- 6月2日 - 番組内にてデビューシングル「第三の男」を初披露。
- 6月23日 - デビューシングル『サラリー☆マン/第三の男/レッド・アイ』を発売。
- 7月25日 - 番組中で三輪車レースの応援として曲を披露、尚、RYOEIと田中は三輪車レースの為不在、波田はその前の『品川祐とスベラーズ』での衣装で引き続き参加、不在メンバーの代役をキングは品川、ジャックは岡田が務める。尚、品川はエアバンド初挑戦で、岡田はエア演奏初挑戦だがAIR BAND以来久々のエアバンド参加となる。
- 12月11日 - 幕張メッセで行われたヘキサゴンファミリーコンサート2010に出演。

2011年
- 11月 - エアヴィジュアルバンドが活動休止[6]その後、冠徹弥がメンバーに入り、後述のエアメタルバンドfeat.冠徹弥として活動。

### ディスコグラフィー
『第三の男』
2010年6月23日発売のトリプルA面シングル『サラリー☆マン/第三の男/レッド・アイ』に収録。

## エアメタルバンド feat.冠徹弥
2011年に結成されたエア(エアヴィジュアル)バンドのヘヴィメタルバージョン。同年11月23日発売のWE LOVE ヘキサゴン 2011に参加。エアヴィジュアルバンドに冠徹弥が加入。衣装はゴシック系からメタル系になった。KISSや聖飢魔II等のメイクとなっている。

### メンバー
庄司智春（品川庄司）
ボーカル担当。
波田陽区
ドラム担当。
山根良顕（アンガールズ）
ベース担当。
田中卓志（アンガールズ）
キーボード担当。
RYOEI
ギター担当。
冠徹弥（THE冠）
ボーカル担当
実際にメタルバンドを結成している。